# Colégio de São Jerónimo

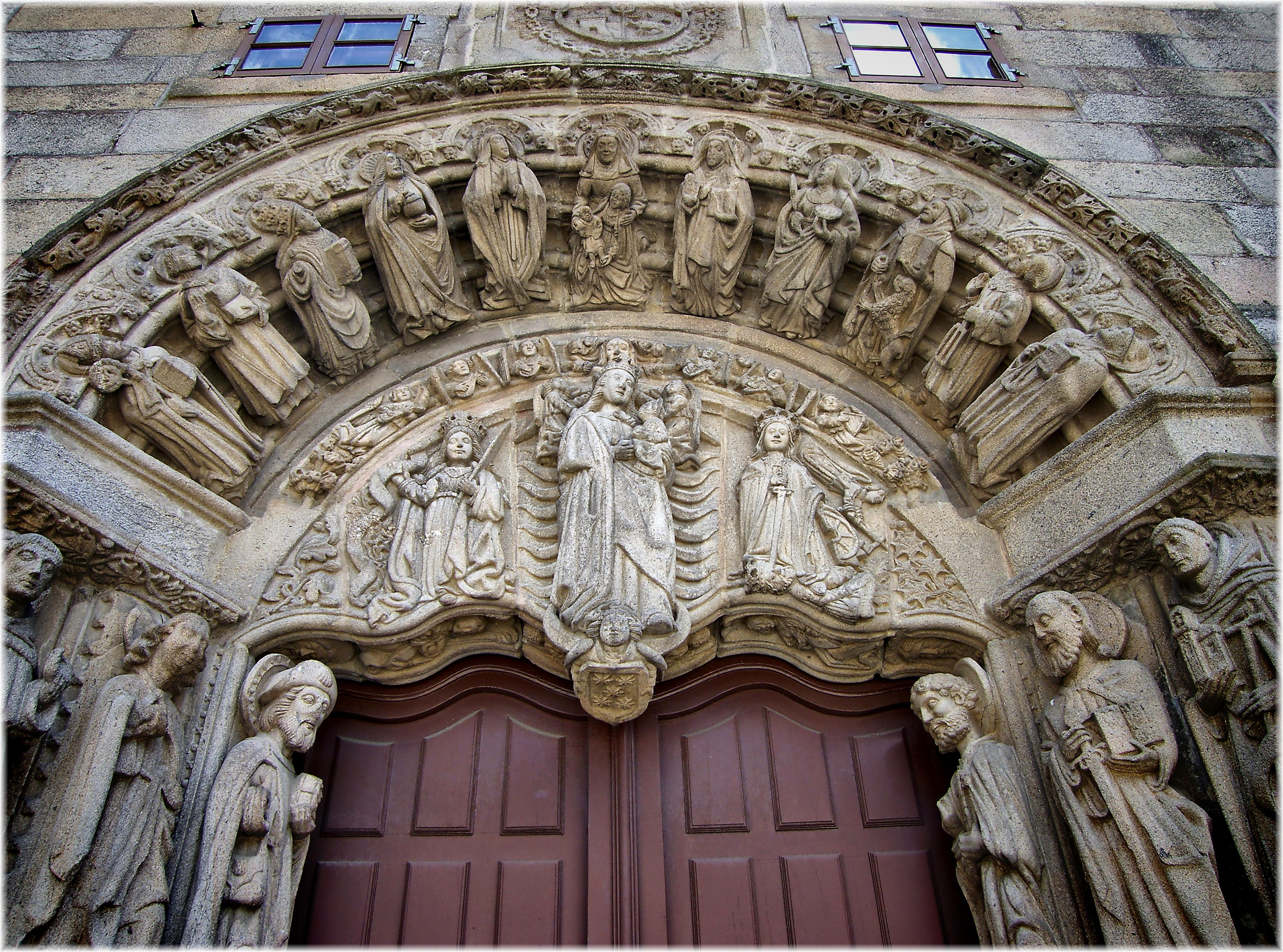
Parte superior do portal do colégio

O Colégio de São Jerónimo (em galego: Colexio de San Xerome; em castelhano: Colegio de San Jerónimo) é um edifício do século XVII da cidade de Santiago de Compostela, capital da Galiza, Espanha. Encontra-se na praça mais emblemática da cidade, a Praça do Obradoiro, que é fechada pelo ex-colégio no lado sul. Também é conhecido como Colégio de Artistas e atualmente aloja a reitoria da Universidade de Santiago de Compostela.

## História
Foi um colégio maior, fundado pelo arcebispo compostelano Alonso III de Fonseca com o objetivo de ser um colégio para estudantes pobres e artistas. Inicialmente foi instalado no chamado Hospício da Azabachería e dependia do Colégio de Santiago Alfeu (Paço de Fonseca).
Durante o século XVII, em 1652, foi decidida a sua transladação para o local atual, na então chamada Praça do Hospital (por nela se situar o Hospital dos Reis Católicos), que atualmente se chama Praça do Obradoiro. Até há poucos anos, a autoria era atribuída ao arquiteto Bartolomé Fernández Lechuga e do pátio ao prestigiado José de la Peña Toro. Mas de facto desconhece-se quem foi realmente o autor do edifício.
O colégio, que perder o estatuto de colégio maior em 1840, tinha um vice-reitor e três professores. Durante grande parte do século XX foi sede da Escola Normal do Magistério. Desde os anos 1980 que alberga a reitoria da universidade.

## Descrição
É um edifício de linhas puras, com apenas dois pisos de altura, onde foi incluído o pórtico medieval do antigo hospício onde antes funcionou o colégio. Este elemento foi interpretado erroneamente no passado como sinal de uma longa persistência de hábitos construtivos antigos dos mestres galegos e do enraizamento da arte românica na Galiza.
O pórtico apresenta, à esquerda e de dentro para fora, as figuras de Santiago apóstolo, São João e São Francisco. À direita, na mesma ordem, São Pedro, São Paulo e São Domingos. No tímpano encontra-se a figura da Imaculada, flanqueada por Santa Margarida e Santa Catarina. Na arquivolta, a Virgem com o Menino, ao centro, é rodeada por figuras de santos e santas.